# 金馬獎最佳視覺效果
金馬獎最佳視覺效果是由財團法人中華民國電影事業發展基金會的臺北金馬影展執行委員會在臺灣舉辦的電影獎項，自1995年起頒發，給予年度最出色的華語電影中視覺效果。

## 得獎者及入圍名單

### 最佳視聽科技（第32屆）
|  | 獲獎者 |

| 年份 （屆數）   | 姓名   | 片名         |
| --------------- | ------ | ------------ |
| 1995 （第32届） | 朱家欣 | 《人間有情》 |
| 1995 （第32届） | 曾景祥 | 《烈火戰車》 |

### 最佳視覺特效（第33屆—第40屆）
| 年份 （屆數）   | 姓名                                               | 片名                 |
| --------------- | -------------------------------------------------- | -------------------- |
| 1996 （第33届） | 馬彥量                                             | 《冒險王》           |
| 1996 （第33届） | 黃英                                               | 《鬼婆婆》           |
| 1996 （第33届） | 先濤數碼影畫                                       | 《聲色男女》         |
| 1997 （第34届） | 先濤數碼影畫                                       | 《宋家皇朝》         |
| 1997 （第34届） | 胡仲光                                             | 《愛情來了》         |
| 1997 （第34届） | 胡仲光                                             | 《火燒島之橫行霸道》 |
| 1998 （第35届） | 先濤數碼影畫製作有限公司                           | 《風雲：雄霸天下》   |
| 1998 （第35届） | 先濤數碼影畫製作有限公司                           | 《玻璃之城》         |
| 1998 （第35届） | 科幻電腦科技                                       | 《我是誰》           |
| 1999 （第36届） | 先濤數碼影畫製作有限公司                           | 《中華英雄》         |
| 1999 （第36届） | 先濤數碼影畫製作有限公司                           | 《幻影特攻》         |
| 1999 （第36届） | Sam Nicholson                                      | 《特警新人類》       |
| 1999 （第36届） | Sam Nicholson、黃宏顯                              | 《紫雨風暴》         |
| 2000 （第37届） | Leo LO、Rob Hodgson                                | 《臥虎藏龍》         |
| 2000 （第37届） | 鄧為鈺、丁遠大                                     | 《鎗王》             |
| 2000 （第37届） | Cinefex、Cubists Ltd.                              | 《順流逆流》         |
| 2001 （第38届） | 先濤數碼影畫製作有限公司                           | 《少林足球》         |
| 2001 （第38届） | 萬寬電腦藝術設計有限公司                           | 《老夫子2001》       |
| 2001 （第38届） | 萬寬電腦藝術設計有限公司、新視覺特技工作室有限公司 | 《蜀山傳》           |
| 2001 （第38届） | 馬文現                                             | 《全職殺手》         |
| 2002 （第39届） | 先濤數碼影畫製作有限公司                           | 《見鬼》             |
| 2002 （第39届） | 馬文現                                             | 《暗戰2》            |
| 2002 （第39届） | 王世偉、Peter Webb                                 | 《雙瞳》             |
| 2002 （第39届） | 吳健榕、邱正寧、何君豪、段奕倫                     | 《想飛》             |
| 2003 （第40届） | 黃宏顯                                             | 《千機變》           |
| 2003 （第40届） | 杜可風                                             | 《無間道》           |
| 2003 （第40届） | 馬文現                                             | 《PTU》              |
| 2003 （第40届） | 馬文現                                             | 《向左走．向右走》   |

### 最佳視覺效果（第41屆至今）
| 年份 （屆數）   | 姓名                                                                                             | 片名                                      |
| --------------- | ------------------------------------------------------------------------------------------------ | ----------------------------------------- |
| 2004 （第41届） | 黃宏達、何志輝                                                                                   | 《新警察故事》                            |
| 2004 （第41届） | 馬文現                                                                                           | 《大隻佬》                                |
| 2004 （第41届） | 馬文現                                                                                           | 《大事件》                                |
| 2004 （第41届） | 蕭力修、沈可尚                                                                                   | 《神的孩子》                              |
| 2005 （第42届） | 鍾志行、馬永安、譚啟昆、洪毓良                                                                   | 《功夫》                                  |
| 2005 （第42届） | 黃宏達、黃宏顯、張仲華                                                                           | 《頭文字D》                               |
| 2005 （第42届） | Peter Webb                                                                                       | 《七劍》                                  |
| 2005 （第42届） | 楊漢昶（OZ數位）、陳志超（OZ數位）                                                               | 《人魚朵朵》                              |
| 2006 （第43届） | 胡陞忠                                                                                           | 《詭絲》                                  |
| 2006 （第43届） | 吳炫輝                                                                                           | 《鬼域》                                  |
| 2006 （第43届） | HO Siu Lun、Pornpol Sakarin                                                                      | 《如果·愛》                               |
| 2006 （第43届） | 黃宏顯、黃宏達                                                                                   | 《情癲大聖》                              |
| 2007 （第44届） | 黃宏達、黃宏顯、鄭耀明、賴俊羽                                                                   | 《不能說的祕密》                          |
| 2007 （第44届） | 楊志鴻                                                                                           | 《我在政府部門的日子》                    |
| 2007 （第44届） | 大腕影像股份有限公司、貳號資訊工作室                                                             | 《穿牆人》                                |
| 2007 （第44届） | 馬文現                                                                                           | 《雙子神偷》                              |
| 2008 （第45届） | 吳炫輝、鄒志盛、郭惠玲                                                                           | 《投名狀》                                |
| 2008 （第45届） | Phil Jones                                                                                       | 《集結號》                                |
| 2008 （第45届） | Craig Hayes (The Orphanage, Inc.)                                                                | 《赤壁》                                  |
| 2008 （第45届） | 黃宏顯、黃宏達、羅偉豪                                                                           | 《長江7號》                               |
| 2009 （第46届） | 王建雄、陳京民、李麗萍                                                                           | 《瘋狂的賽車》                            |
| 2009 （第46届） | 姜維斌、雷載興                                                                                   | 《大明宮》                                |
| 2009 （第46届） | 馬永安                                                                                           | 《南京！南京！》                          |
| 2009 （第46届） | 胡璇、肖洋                                                                                       | 《風聲》                                  |
| 2010 （第47届） | 南相宇                                                                                           | 《通天神探狄仁傑》                        |
| 2010 （第47届） | 梁偉傑、維他亞迪拉達冠、王英豪、連凱、吳炫輝、何培堅                                             | 《維多利亞壹號》                          |
| 2010 （第47届） | 翁國賢、吳炫輝、鄒志盛、譚志偉                                                                   | 《十月圍城》                              |
| 2010 （第47届） | 費爾瓊斯、蔣燕鳴                                                                                 | 《唐山大地震》                            |
| 2011 （第48届） | 翁國賢、姜鍾翊                                                                                   | 《武俠》                                  |
| 2011 （第48届） | 林廷勳、韓泰晸、徐玄錫、徐京勳                                                                   | 《倩女幽魂》                              |
| 2011 （第48届） | 黃宏達、謝伊文                                                                                   | 《讓子彈飛》                              |
| 2011 （第48届） | 柳希姃(Next Visual Studio)、黃宏顯、(萬寬電腦藝術設計有限公司)、羅偉豪(悟童數碼特效設計有限公司) | 《白蛇傳說之法海》                        |
| 2012 （第49届） | 金旭、鍾智行、Josh Cole                                                                          | 《龍門飛甲》                              |
| 2012 （第49届） | 陳振國、徐國洲                                                                                   | 《寶米恰恰》                              |
| 2012 （第49届） | 肖洋、常洪松、汪晶璞、李明雄、李金輝                                                             | 《星空》                                  |
| 2012 （第49届） | 鍾智行                                                                                           | 《痞子英雄之全面開戰》                    |
| 2012 （第49届） | 許安、常洪松                                                                                     | 《畫皮II：轉生術》                        |
| 2013 （第50届） | Pierre Buffin                                                                                    | 《一代宗師》                              |
| 2013 （第50届） | 常洪松                                                                                           | 《一九四二》                              |
| 2013 （第50届） | 李仁浩、金鐘弼、 羅偉豪、曾詠汶                                                                  | 《西遊降魔篇》                            |
| 2013 （第50届） | 伊諾                                                                                             | 《殭屍》                                  |
| 2013 （第50届） | 鄒志盛、 陳志豪、 林哲民、蘇文聖                                                                 | 《南方小羊牧場》                          |
| 2014 （第51届） | 唐家偉、羅偉豪、梁展鋒                                                                           | 《那夜凌晨，我坐上了旺角開往大埔的紅VAN》 |
| 2014 （第51届） | 有機像素有限公司                                                                                 | 《相愛的七種設計》                        |
| 2014 （第51届） | 吳炫輝、鄒志盛、譚啓昆                                                                           | 《掃毒》                                  |
| 2014 （第51届） | 金旭、PARK Young Soo                                                                             | 《狄仁傑之神都龍王》                      |
| 2014 （第51届） | 黃智亨、關卓豪、黃樹基                                                                           | 《救火英雄》                              |
| 2015 （第52届） | 金旭                                                                                             | 《智取威虎山3D》                          |
| 2015 （第52届） | 黃宏達、張仲華                                                                                   | 《黃飛鴻之英雄有夢》                      |
| 2015 （第52届） | 郭建全、Christian RAJAUD                                                                         | 《狼圖騰》                                |
| 2015 （第52届） | Jason H. SNELL、潘國瑜、湯冰冰                                                                   | 《捉妖記》                                |
| 2015 （第52届） | Rick Sander、Christoph Zollinger                                                                 | 《一步之遙》                              |
| 2016 （第53届） | Douglas Hans Smith、Sam Khorshid、王磊、劉松                                                     | 《尋龍訣》                                |
| 2016 （第53届） | 李昭樺、劉綺珊                                                                                   | 《紅衣小女孩》                            |
| 2016 （第53届） | 余國亮、梁偉民                                                                                   | 《寒戰II》                                |
| 2016 （第53届） | 左志中、何孟翰、楊欣林、游永傑                                                                   | 《樓下的房客》                            |
| 2016 （第53届） | 梁偉民、余國亮、林嘉樂                                                                           | 《葉問3》                                 |
| 2017 （第54届） | 林哲民 (視覺特效導演)、Perry KAIN、Thomas REPPEN                                                 | 《擺渡人》                                |
| 2017 （第54届） | 葉仁豪、劉惟熠                                                                                   | 《目擊者》                                |
| 2017 （第54届） | 全鴻錕、翁國賢、陳迪凱                                                                           | 《喜歡·你》                               |
| 2017 （第54届） | 包正勳、黃美青                                                                                   | 《報告老師！怪怪怪怪物！》                |
| 2017 （第54届） | 黃智亨、徐建                                                                                     | 《悟空傳》                                |
| 2018 （第55届） | 王星會                                                                                           | 《影》                                    |
| 2018 （第55届） | 潘國瑜                                                                                           | 《捉妖記2》                               |
| 2018 （第55届） | 王紹帥、楊月娟                                                                                   | 《邪不壓正》                              |
| 2018 （第55届） | 石井教雄                                                                                         | 《妖貓傳》                                |
| 2018 （第55届） | 池明求、蔡洙應、朴英修、前川英章                                                                 | 《狄仁傑之四大天王》                      |
| 2019 （第56届） | 再現影像製作有限公司、郭憲聰                                                                     | 《返校》                                  |
| 2019 （第56届） | 李昭樺、葉仁豪                                                                                   | 《人面魚 紅衣小女孩外傳》                 |
| 2019 （第56届） | 凃維廷                                                                                           | 《下半場》                                |
| 2019 （第56届） | 簡單主張影音製作有限公司                                                                         | 《那個我最親愛的陌生人》                  |
| 2019 （第56届） | 仙草影像、夢想動畫有限公司、兔將創意影業股份有限公司                                             | 《五月天 人生無限公司》                   |
| 2020 （第57届） | 郭憲聰                                                                                           | 《消失的情人節》                          |
| 2020 （第57届） | 龔仲湘、苗天雨、嚴振欽                                                                           | 《怪胎》                                  |
| 2020 （第57届） | 李志緯                                                                                           | 《嗨！神獸》                              |
| 2020 （第57届） | 許媛、黃閔彬                                                                                     | 《馗降：粽邪2》                           |
| 2021 （第58届） | 嚴振欽                                                                                           | 《月老》                                  |
| 2021 （第58届） | 郭憲聰、劉惟熠、程偉豪                                                                           | 《緝魂》                                  |
| 2021 （第58届） | 郭憲聰                                                                                           | 《詭扯》                                  |
| 2021 （第58届） | 李志緯、謝岡達                                                                                   | 《瀑布》                                  |
| 2021 （第58届） | 徐國洲、董明星                                                                                   | 《複身犯》                                |
| 2022 （第59届） | 林嘉樂、何文洛、刁璟瑋                                                                           | 《智齒》                                  |
| 2022 （第59届） | 黃閔彬、謝孟成、盧冠松、李哲誠                                                                   | 《咒》                                    |
| 2022 （第59届） | 嚴振欽                                                                                           | 《黑的教育》                              |
| 2022 （第59届） | 楊敏杰                                                                                           | 《燈火闌珊》                              |
| 2023 （第60届） | 嚴振欽                                                                                           | 《疫起》                                  |
| 2023 （第60届） | 凃維廷                                                                                           | 《小曉》                                  |
| 2023 （第60届） | 林奇鋒、林妍伶、劉家萱、李志緯                                                                   | 《女鬼橋2：怨鬼樓》                       |
| 2023 （第60届） | 郭憲聰、陳姵均、王建程                                                                           | 《周處除三害》                            |
| 2024 （第61届） | 郭憲聰、邱俊毅                                                                                   | 《鬼才之道》                              |
| 2024 （第61届） | 林洪峯、余國亮、梁偉傑                                                                           | 《BIG》                                   |
| 2024 （第61届） | 王重治、陳冠佑                                                                                   | 《角頭—大橋頭》                           |

## 外部連結
- 金馬獎官方網站 （页面存档备份，存于）
- 金馬影展 TGHFF的Facebook專頁
- goldenhorsefilmfestival的Instagram帳戶
- YouTube上的TGHFF頻道
- Taipei Golden Horse的X（前Twitter）